# نو (حرف)
نو (باليونانية:Νι)ني (وفقا للأكاديمية الملكية الإسبانية حاليا) أو ن (وفقا لRAE 2002) (Ν ν) هو الحرف الثالث عشر من الأبجدية اليونانية ويحتوي على قيمة 50 على نظام الترقيم اليوناني.